# St. Martini (Erfurt)

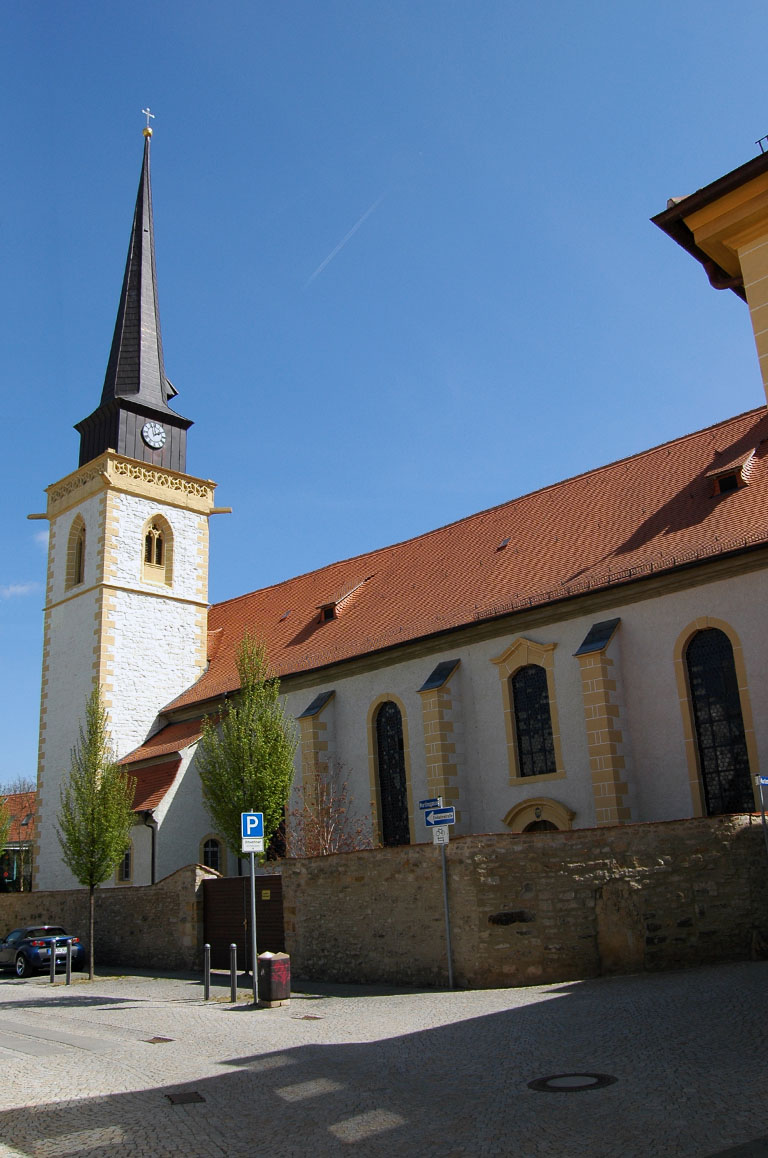
Martinikirche

Die römisch-katholische Filialkirche St. Martini (Martinikirche) steht im Brühl in der thüringischen Landeshauptstadt Erfurt. Sie ist Filialkirche der Pfarrei St. Laurentius Erfurt im Dekanat Erfurt des Bistums Erfurt. Sie trägt das Patrozinium des heiligen Martin von Tours.

## Geschichte
Die Martinikirche wurde 1248 erstmals urkundlich erwähnt. 1303 wurde sie dem nahe gelegenen Kloster der Zisterzienserinnen übertragen.
1472 wurde die Kirche bei einem Brand zerstört, den nur der Turm überstand. Das Kirchenschiff wurde in der Folgezeit bis 1483 teilweise wieder aufgebaut.
Zwischen 1755 und 1758 wurde die Kirche mit Hilfe einer Stiftung des Weihbischofs Johann Friedrich von Lasser umfassend wieder aufgebaut und erhielt einen barocken Innenausbau. 2001/2002 wurde die Kirche umfassend saniert. Spätestens zum Advent 2026 will die Pfarrei auf Beschluss des Kirchenvorstandes die Kirche gemeinsam mit St. Crucis, St. Georg sowie St. Nicolai und Jacobi schließen.
Die Kirche hat bis heute mit ihren Portalen, den Fenstern im Kirchenschiff, einem Tonnengewölbe, dem Bild der Verkündigung Mariens, dem die Seitenwände umgehenden Kreuzweg und in Kanzel und Hochaltar ihre barocke Gestalt bewahrt.

St. Martini
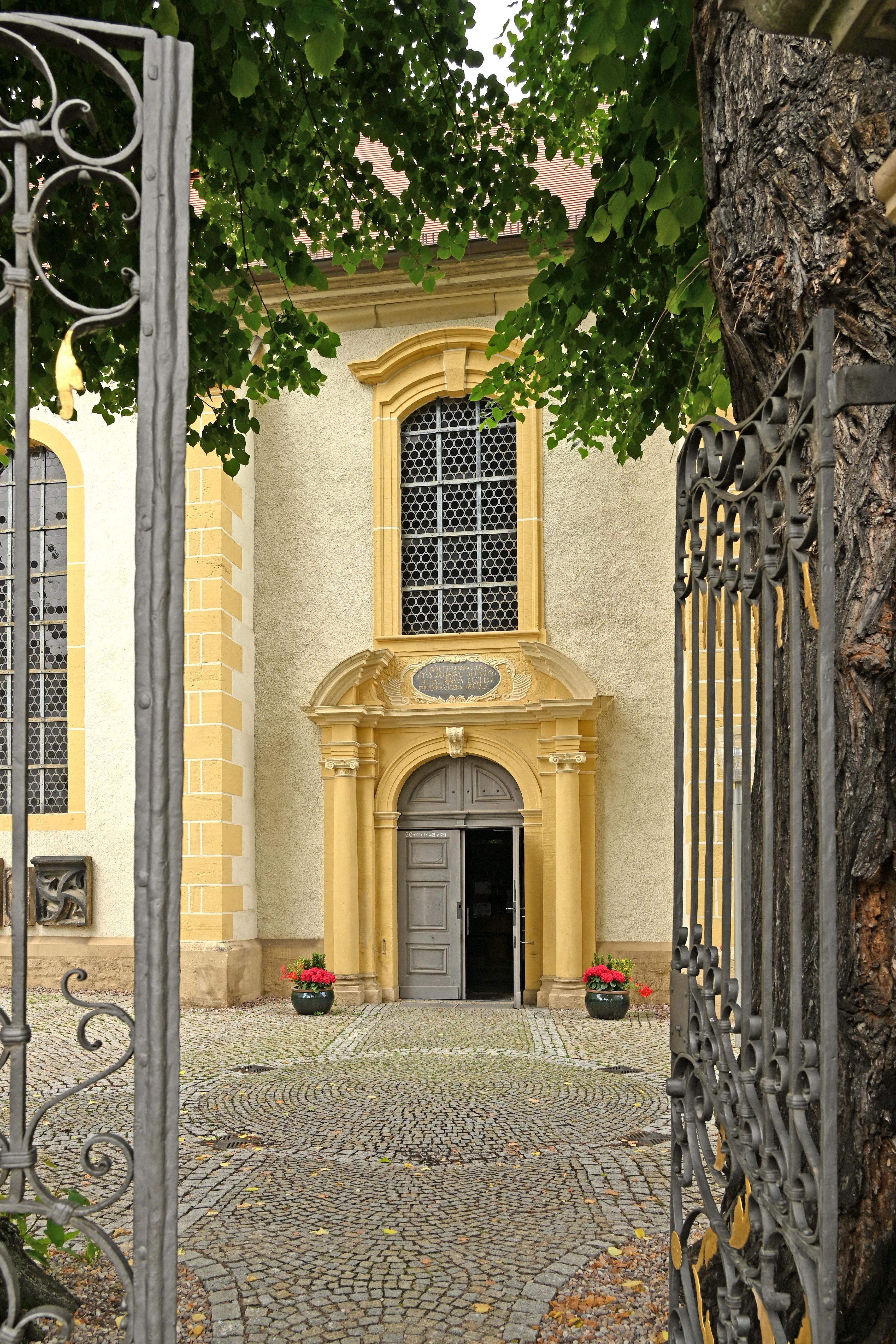
Portal
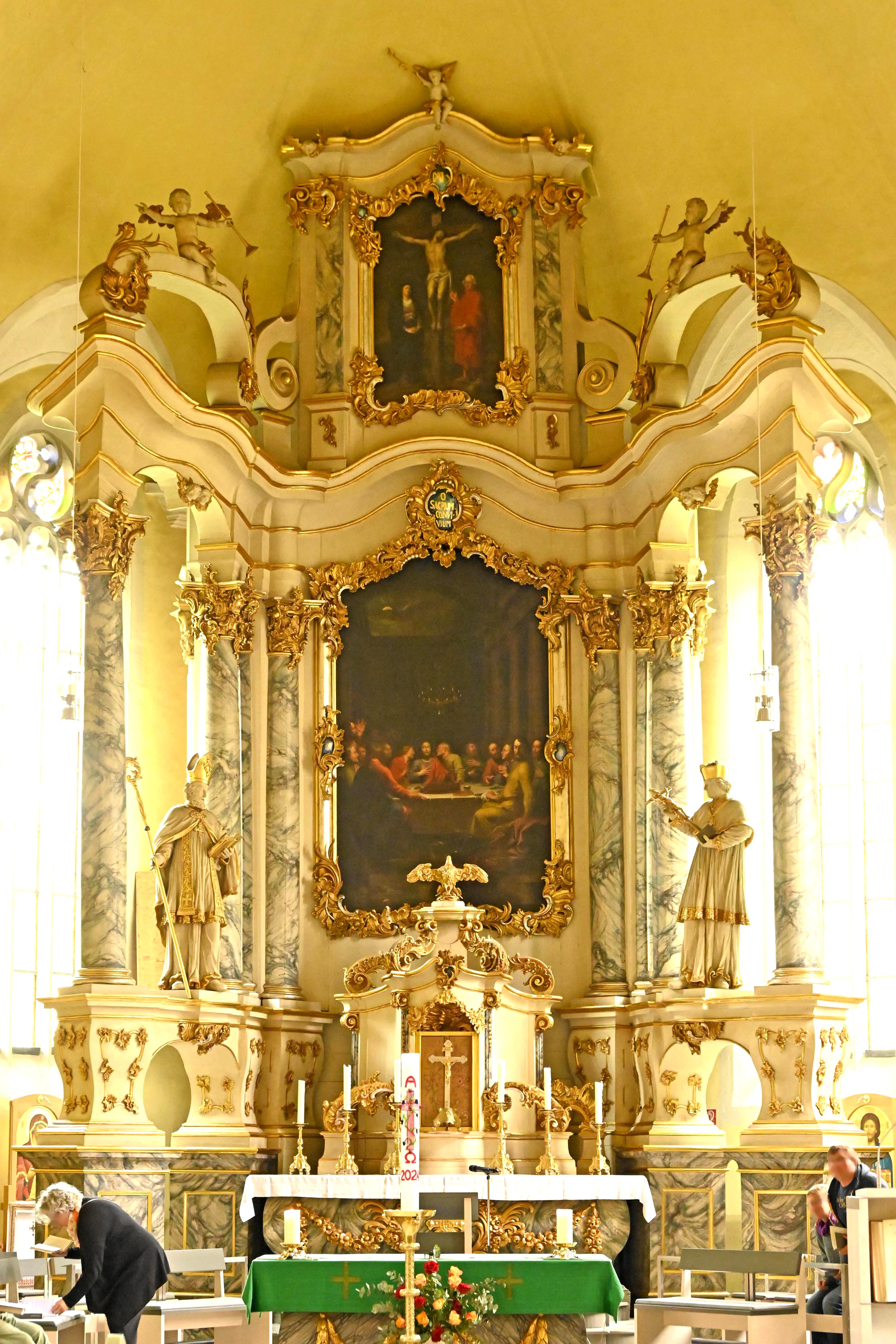
Hochaltar
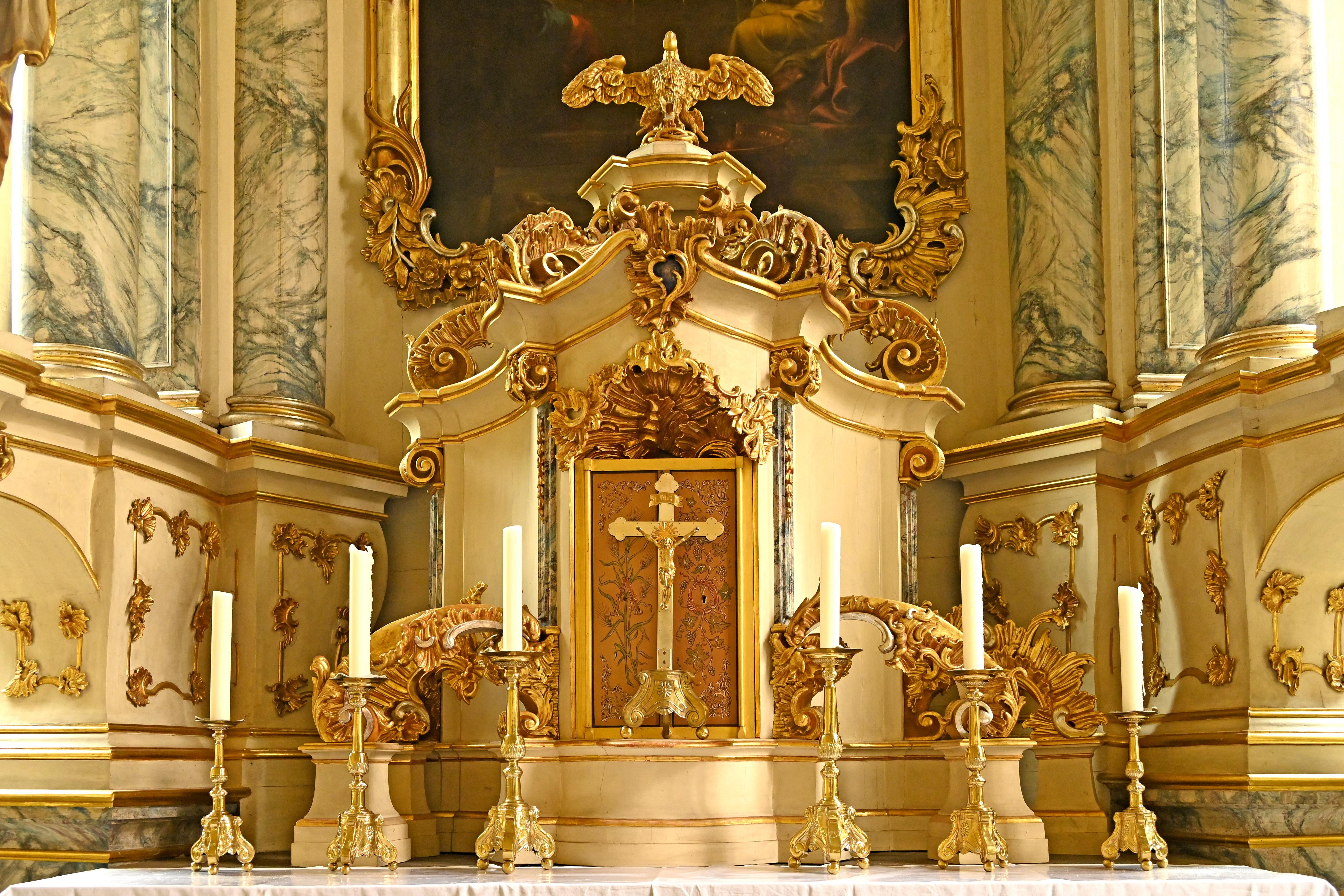
Tabernakel
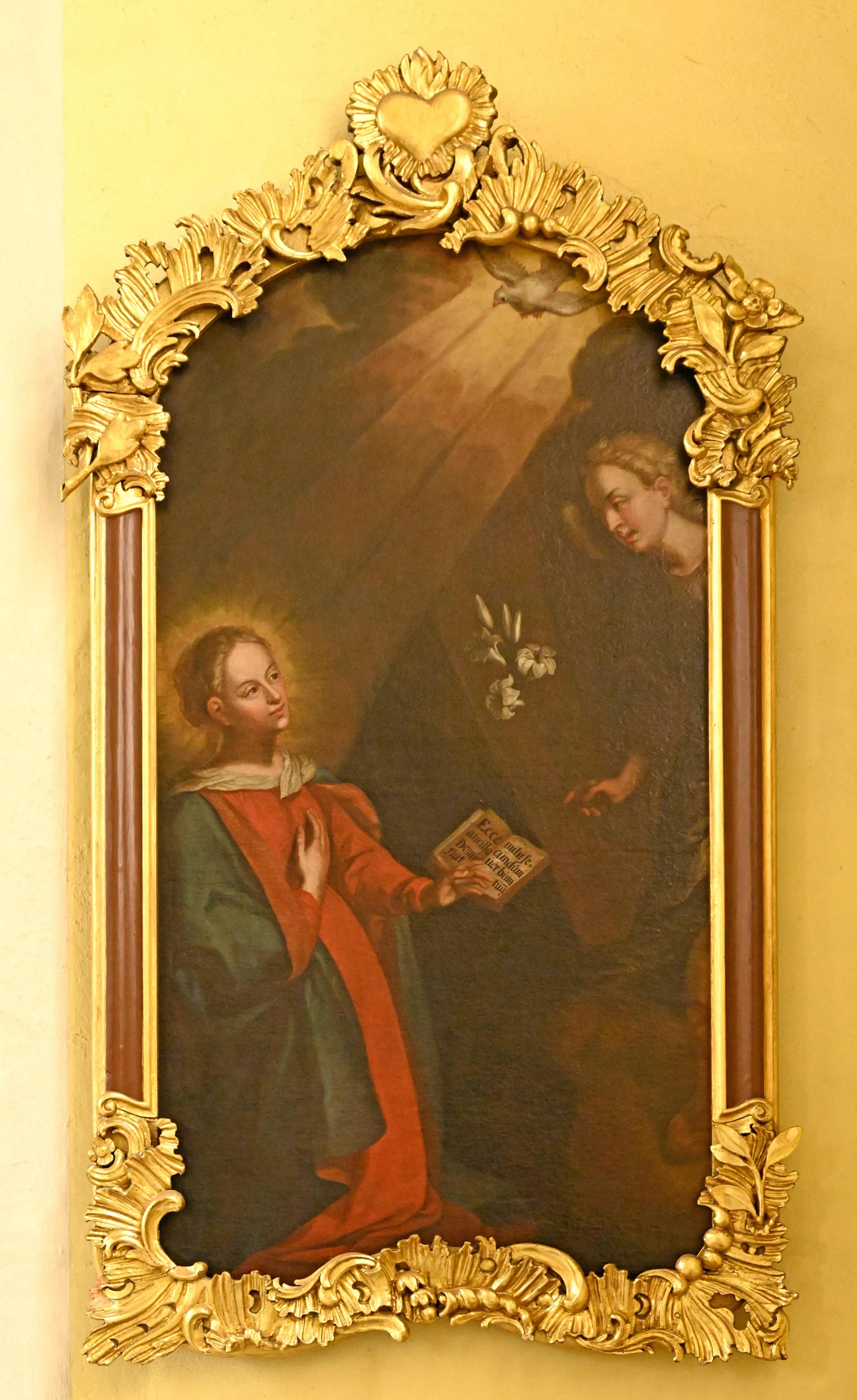
Verkündigung
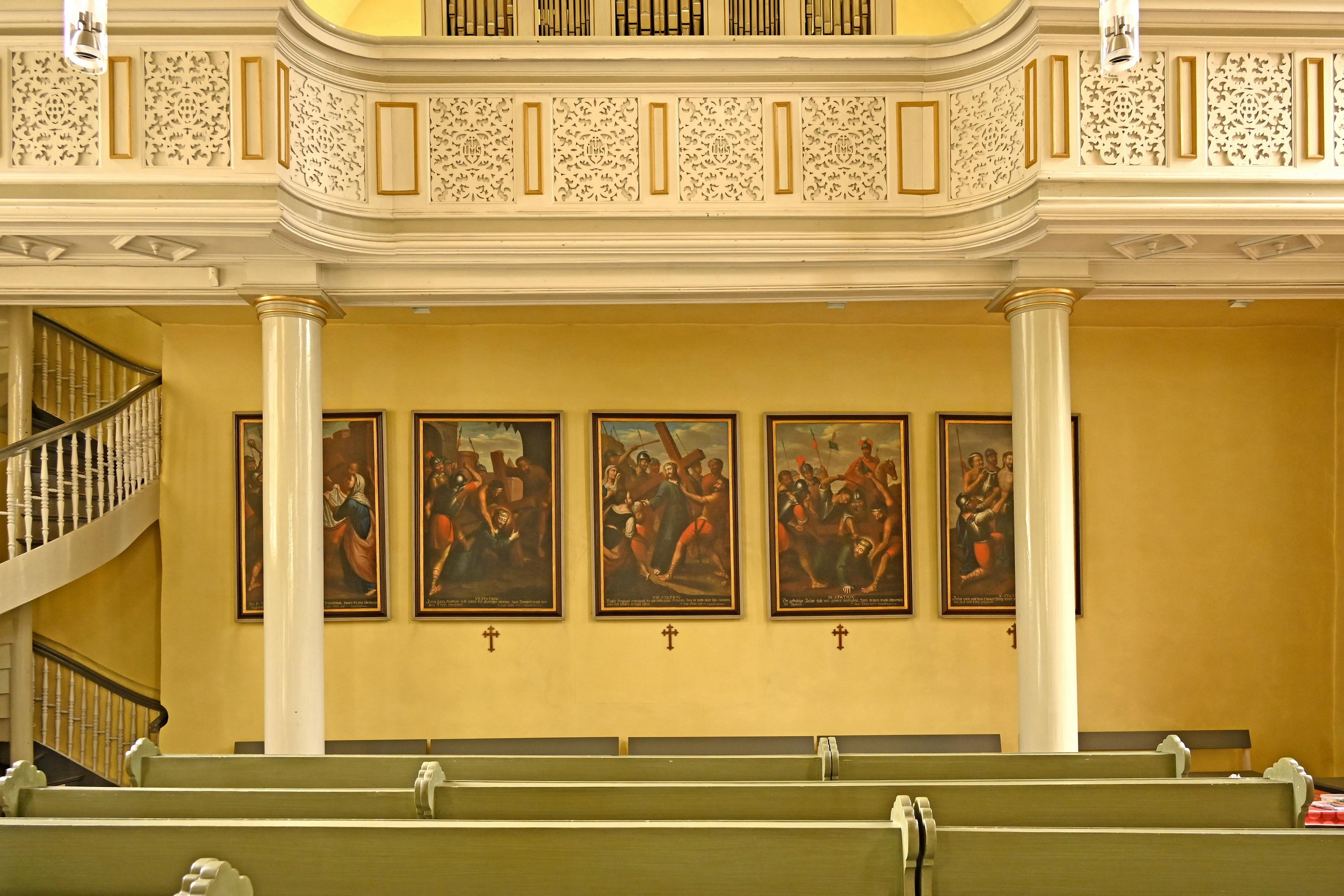
Empore, Kreuzwegstationen
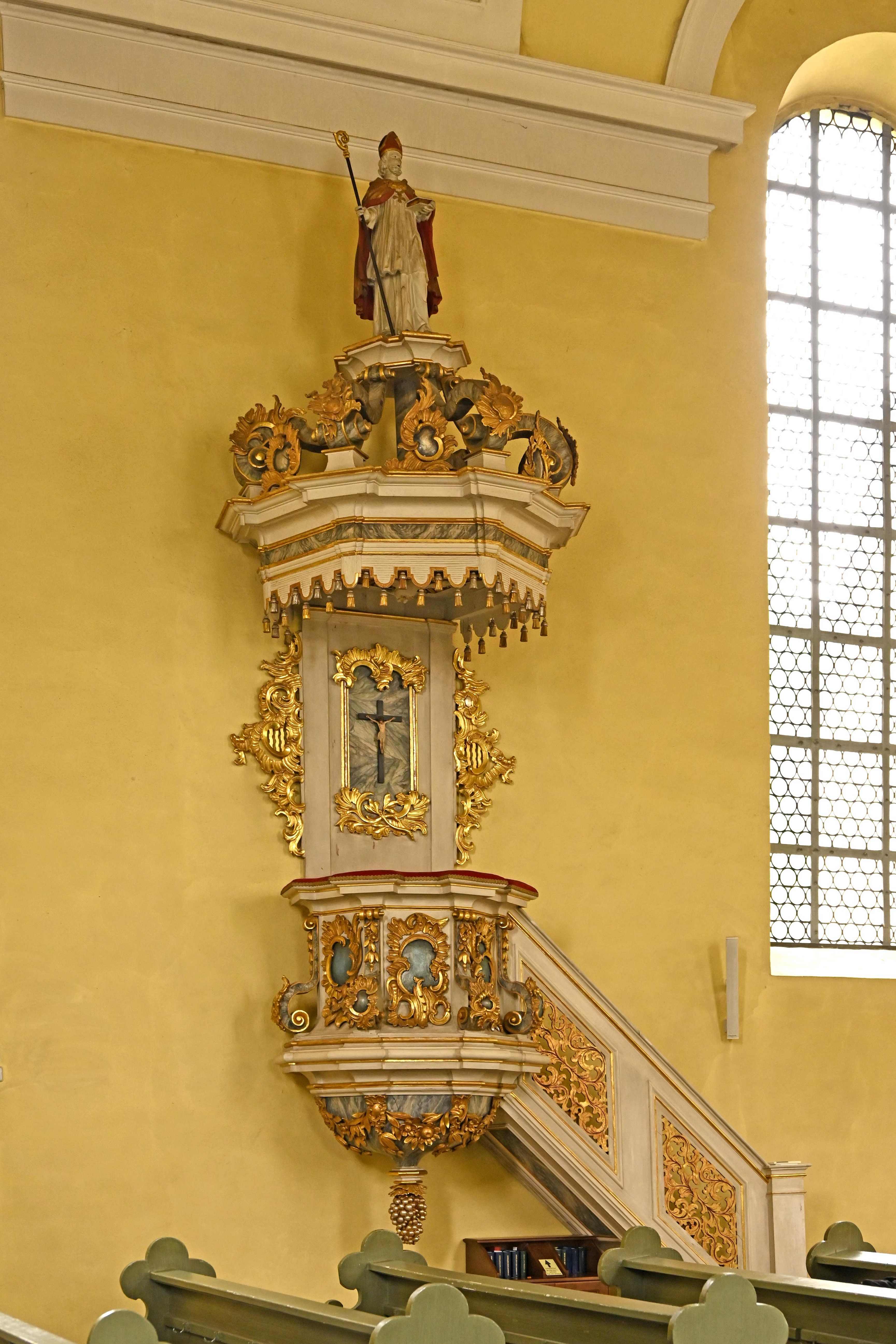
Kanzel
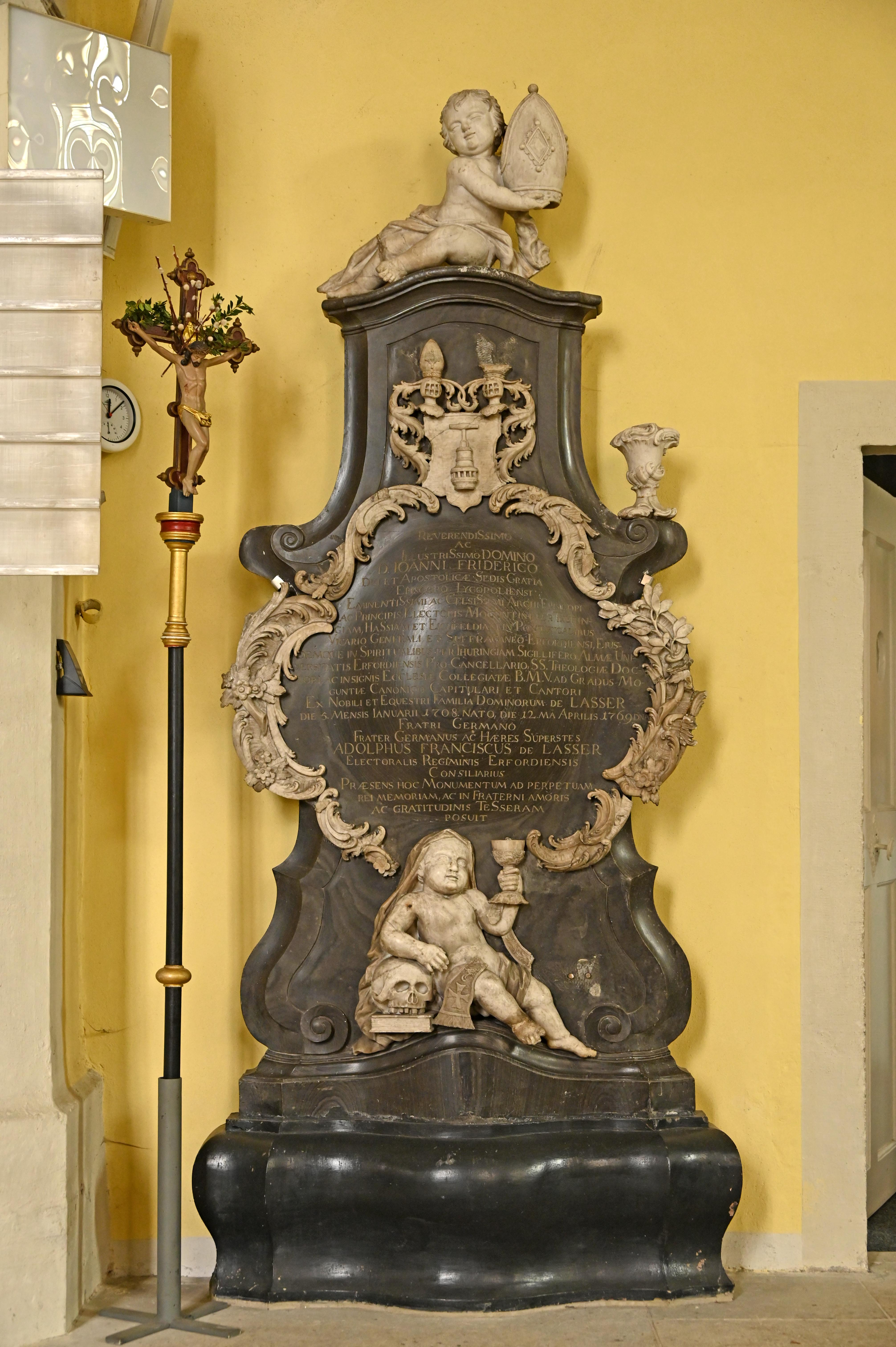
Stifterepitaph

## Orgeln
In der Martinikirche befinden sich zwei Orgeln: die Hauptorgel auf der Westempore und eine kleine Orgel im Chor.

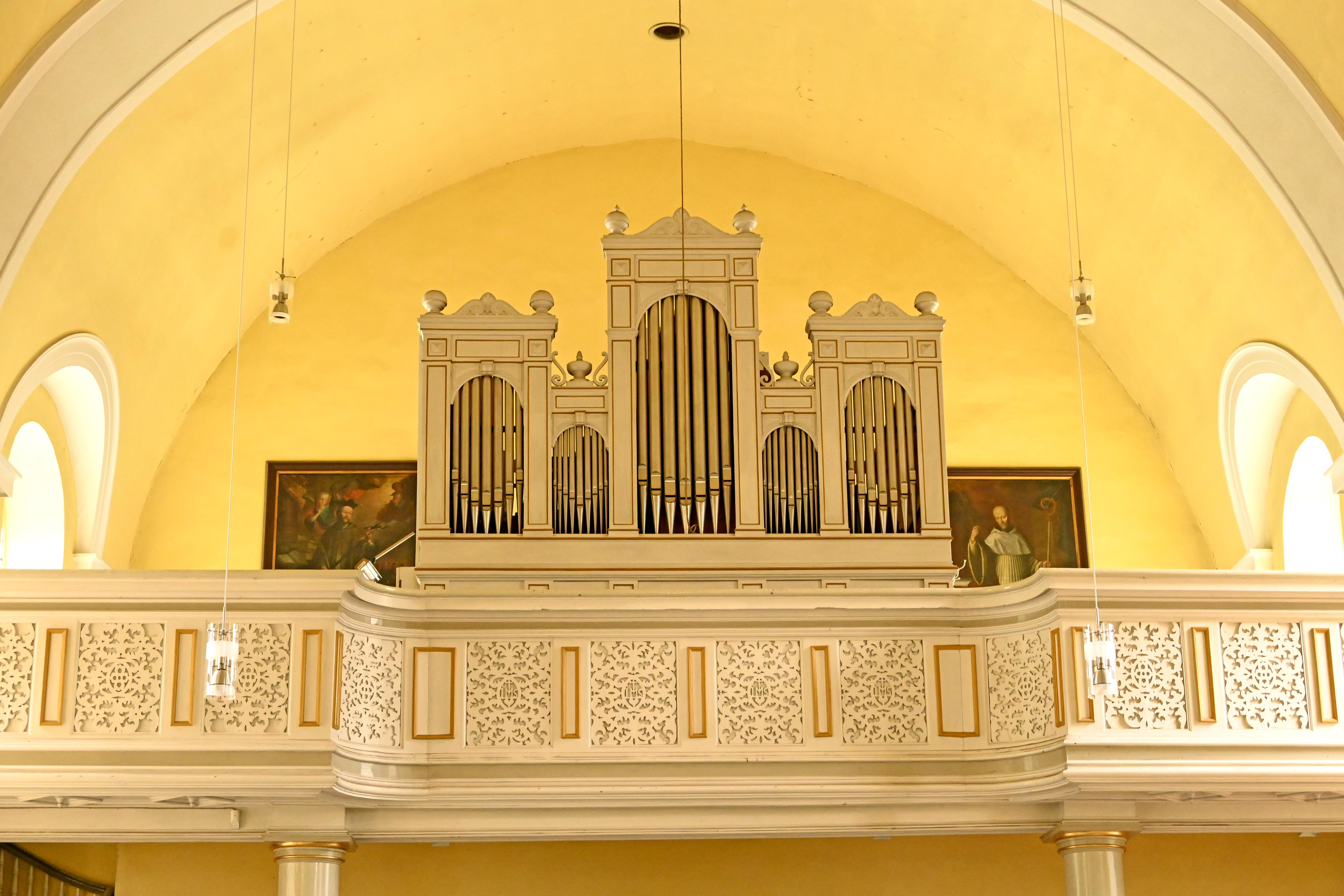
Hauptorgel von Adam Eifert (1874), II/P/19

### Hauptorgel
Die Hauptorgel wurde 1874 von Adam Eifert gebaut. Sie hat 19 Register auf zwei Manualen und Pedal und eine mechanische Register- und Tontraktur. Die Disposition lautet wie folgt:
| I Manual C–f3 |                |        |
| 1.            | Bordun         | 16′    |
| 2.            | Principal      | 08′    |
| 3.            | Viola di Gamba | 08′    |
| 4.            | Gedackt        | 08′    |
| 5.            | Hohlflöte      | 08′    |
| 6.            | Octave         | 04′    |
| 7.            | Gedackt        | 04′    |
| 8.            | Quinte         | 02 ⁄3′ |
| 9.            | Octave         | 02′    |
| 10.           | Mixtur IV      | 01 ⁄3′ |

| II Manual C–f3 |                  |    |
| 11.            | Lieblich Gedackt | 8′ |
| 12.            | Salicional       | 8′ |
| 13.            | Geigenprincipal  | 4′ |
| 14.            | Flauto Dolce     | 4′ |
| 15.            | Cornett I-III    | 2′ |

| Pedal C–d1 |          |     |
| 16.        | Violon   | 16′ |
| 17.        | Subbaß   | 16′ |
| 18.        | Octavbaß | 08′ |
| 19.        | Posaune  | 16′ |

- Koppeln: II/I, I/P

### Chororgel

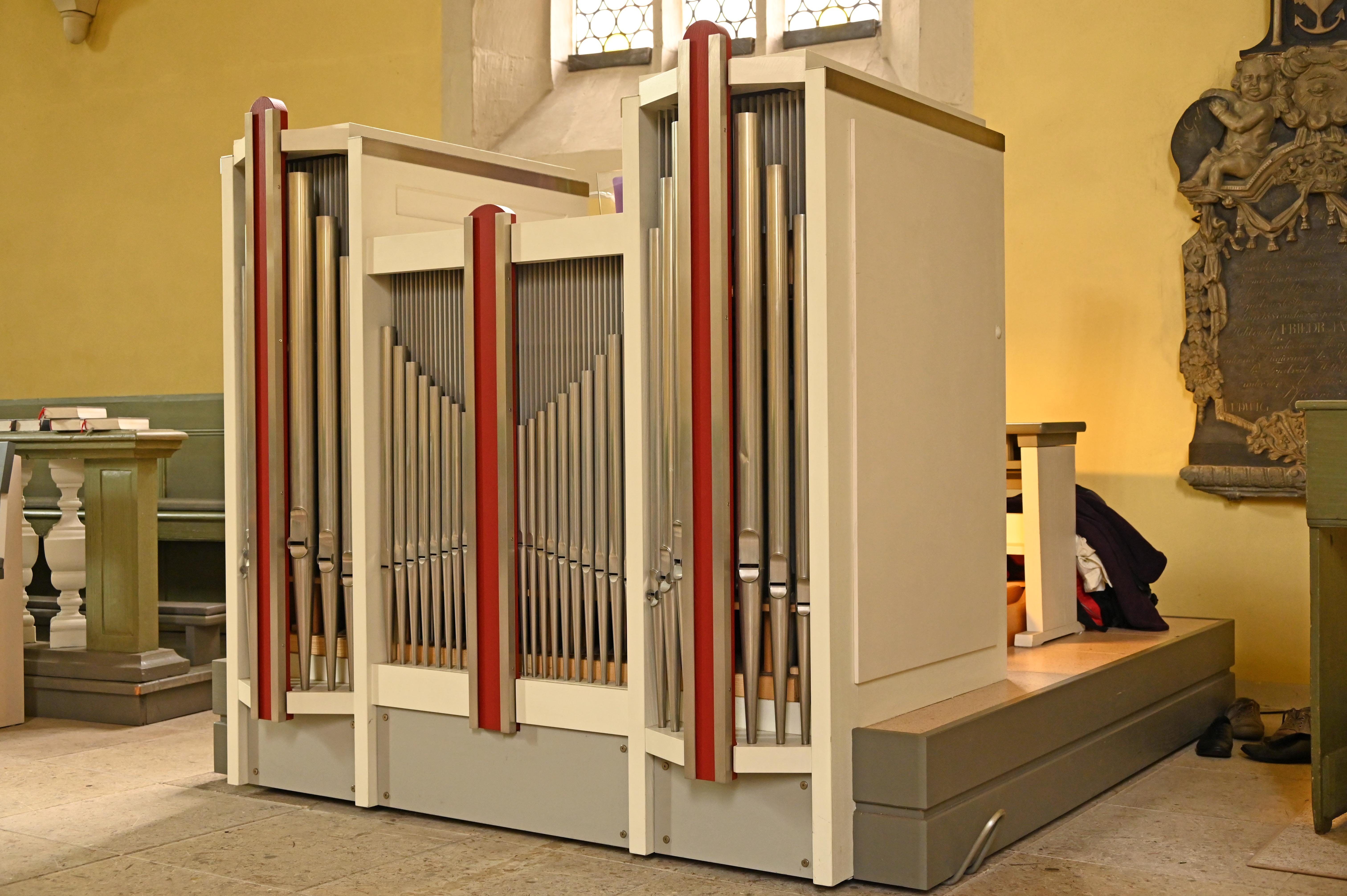
Chor-Orgel von Bernhard Kutter (2010), I/P/6

Seit 2010 befindet sich im Chor der Kirche eine neue Orgel aus der Werkstatt Kutter mit mechanischer Register- und Tontraktur, mit 5 Registern auf einem Manual und Pedal. Die Disposition lautet wie folgt:
| Manual C–f3 |           |    |
| 1.          | Gedackt   | 8′ |
| 2.          | Dulciana  | 8′ |
| 3.          | Principal | 4′ |
| 4.          | Rohrflöte | 4′ |
| 5.          | Gemshorn  | 2′ |
|             | Tremulant |    |

| Pedal C–d1 |         |     |
| 6.         | Subbass | 16′ |

Anmerkungen
1. ↑  wird aus Gedackt 8′ durch Abnahme mit Mikrofonen und Frequenz-Halbierung gewonnen.

## Glocken
Im Turm befinden sich noch zwei alte Glocken von 1419 und 1590. Die 1419 gegossene Glocke hat seltene, kunsthistorisch bedeutsame Glockenritzzeichnungen, die in einem Werk der Kunsthistorikerin Ingrid Schulze  gewürdigt werden.

## Klausur
Die vierflüglige zweigeschossige Klausur an der Westseite der Kirche ist ebenfalls gotischen Ursprungs. Sie wurde 1726 bis 1736 grundlegend umgebaut. Nach der Säkularisation erfolgte 1818 bis 1819 ein Umbau als preußische Kaserne. An der Südostecke befindet sich eine barocke Sandsteinskulptur der Maria mit Kind.